# Pyrinia venusta
Pyrinia venusta är en fjärilsart som beskrevs av W. Warren 1906. Pyrinia venusta ingår i släktet Pyrinia och familjen mätare. Inga underarter finns listade.